# Irene Fischer (Schauspielerin, 1915)
Irene Fischer (* 1. Dezember 1915 in Tübingen, Deutsches Reich; † nach 1960) war eine deutsche Schauspielerin bei Bühne und Film.

## Leben
Die Tochter des Gaswerkdirektors Ernst Fischer und seiner Gattin Luise, geborene Weiß, besuchte nach dem Lyzeum eine Schauspielschule. Mit nicht ganz 19 Jahren trat Irene Fischer 1934 ihr erstes Engagement am Stadttheater von Baden-Baden an. Hier blieb sie bis 1936 und ging in diesem Jahr für zwei Spielzeiten nach Nürnberg. Anschließend (ab 1938) wirkte die Künstlerin an Berliner Spielstätten (wie z. B. der Komödie) und trat mit meist recht kleinen Nebenrollen in einer Reihe von Kinofilmen auf. Dabei gelang es ihr auch, Rollen bei zwei nachmaligen Kassenhits und Kultfilmen zu bekommen: An der Seite von Heinz Rühmann verkörperte sie 1941 in der Komödie Quax, der Bruchpilot eine Pilotin, und an der Seite von Hans Albers sah man Irene Fischer 1943 im prachtentfaltenden Münchhausen-Film als Marfa. Nach dem Krieg trat Irene Fischer kaum mehr in Erscheinung und konzentrierte sich auf die Synchrontätigkeit. Die Schauspielerin soll auch als Bibliothekarin gearbeitet haben. Fischers letzter bekannter Wohnort (1960) war Grünwald bei München, über ihren weiteren Lebensweg ist derzeit nichts bekannt.

## Filmografie
- 1938: Die Pfingstorgel
- 1939: Kornblumenblau
- 1939: Legion Condor
- 1939: Weltrekord im Seitensprung
- 1940: Bal paré
- 1940: Die 3 Codonas
- 1941: Familienanschluß
- 1941: Die schwedische Nachtigall
- 1941: Quax, der Bruchpilot
- 1943: Münchhausen
- 1944: Nora
- 1951: Fanfaren der Liebe
- 1953: Tante Jutta aus Kalkutta